# یاوورنیک (ناحیه وستی ناد اورلیتسی)
یاوورنیک (به چکی: Javorník) یک منطقهٔ مسکونی در جمهوری چک است که در ناحیه اوستی ناد اورلیتسی واقع شده‌است. یاوورنیک ۲۶۷ نفر جمعیت دارد.